# Amanda Sifferlen
Amanda Louise Sifferlen (Sudbury, 17 marzo 1995) è una pallavolista statunitense, schiacciatrice nel Sokol Šternberk.

## Biografia
Figlia di William e Ellen Sifferlen, nasce a Sudbury, in Massachusetts. Suo padre giocava a calcio e praticava atletica al Worcester Polytechnic Institute. Ha due fratelli di nome Phillip e Andrew. Nel 2013 si diploma alla Lincoln-Sudbury Regional High School e successivamente studia biologia al College of the Holy Cross.

## Carriera

### Club
La carriera di Amanda Sifferlen inizia nei tornei scolastici del Massachusetts con la Lincoln-Sudbury Regional  HS. Entra poi a far parte della squadra del Holy Cross, partecipando alla NCAA Division I dal 2013 al 2016.
Nel gennaio 2018 firma il suo primo contratto professionistico in Finlandia per giocare la seconda parte della Lentopallon Mestaruusliiga 2017-18 con il Kuusamon. Nella stagione 2018-19 approda in Svezia al Degerfors, in Elitserien, mentre nella stagione seguente si trasferisce nella Extraliga ceca, giocando per il Sokol Šternberk.